# Клайнсмит, Стейси
Стейси Мари Клайнсмит (англ. Stacy Marie Clinesmith; род. 22 апреля 1978 года в Спокане, штат Вашингтон, США) — американская профессиональная баскетболистка, выступавшая в женской национальной баскетбольной ассоциации. Была выбрана на драфте ВНБА 2000 года во втором раунде под общим 30-м номером клубом «Сакраменто Монархс». Играла на позиции разыгрывающего защитника. После окончания игровой карьеры вошла в тренерский штаб команды NCAA «Централ Вашингтон Уайлдкэтс». В настоящее же время является ассистентом главного тренера студенческой команды «Гонзага Бульдогс».

## Ранние годы
Стейси родилась 22 апреля 1978 года в городе Спокан (штат Вашингтон) в семье Марвина и Никки Клайнсмит, училась она там же в средней школе Мид, в которой выступала за местную баскетбольную команду.